# يوجين ن. لان
يوجين ن. لان (بالإنجليزية: Eugene Lane)‏ هو أستاذ جامعي أمريكي، ولد في 13 أغسطس 1936 في واشنطن العاصمة في الولايات المتحدة، وتوفي في 2007 بسبب مرض باركنسون.